# カラビ・ヤウ多様体

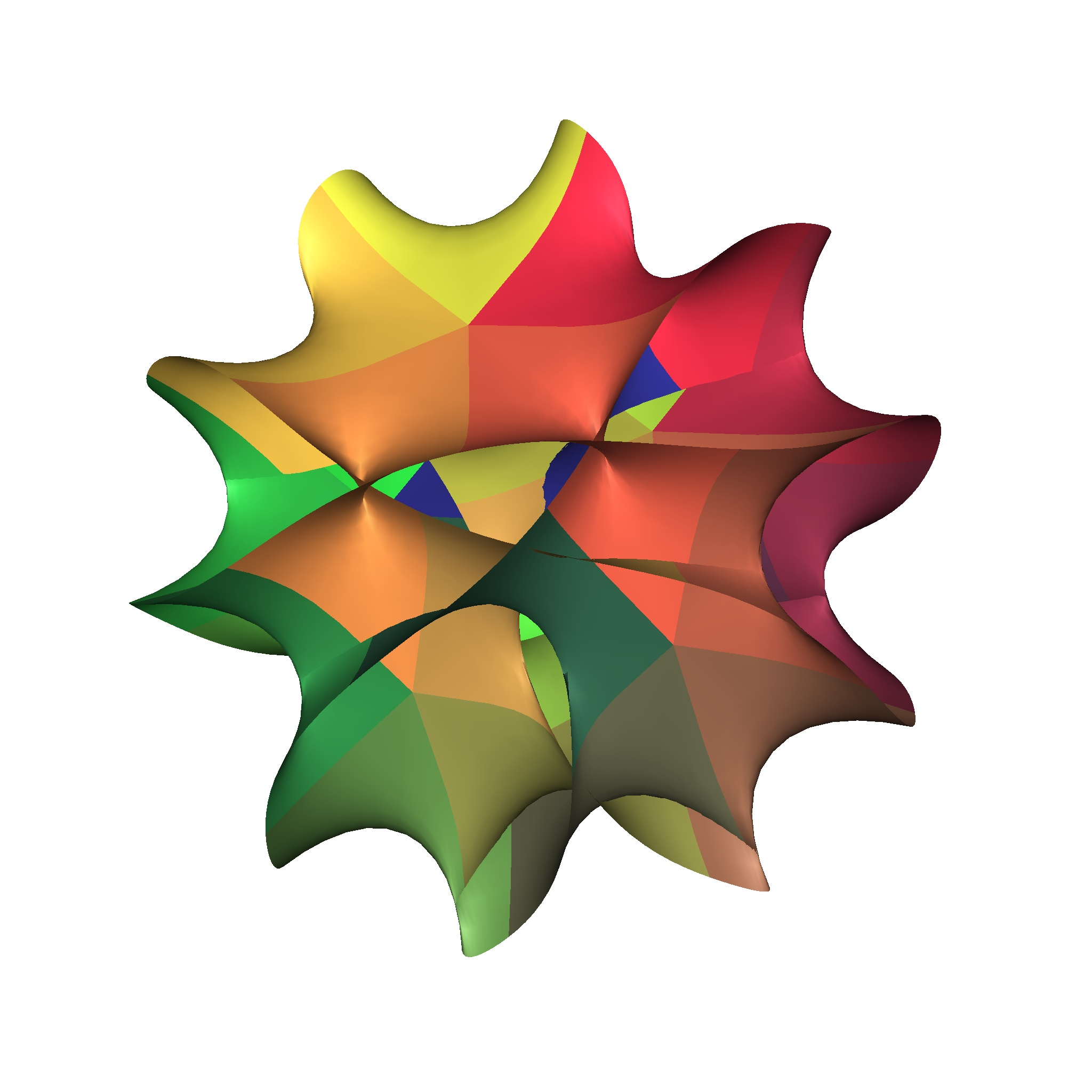
6次元カラビ・ヤウ・クインティックの 2次元スライス

カラビ・ヤウ多様体（カラビ・ヤウたようたい、英:Calabi-Yau manifold）は、代数幾何などの数学の諸分野や数理物理で注目を浴びている特別なタイプの多様体である。特に超弦理論では、時空の余剰次元が6次元（実次元）のカラビ・ヤウ多様体の形をしていると予想されている。この余剰次元の考え方が、ミラー対称性の考えを導くことになった。
カラビ・ヤウ多様体は、1次元の楕円曲線や2次元のK3曲面の高次元版の複素多様体であり、コンパクトケーラー多様体で標準バンドルが自明なものとして定義されることが多い。ただし、他にも類似の（しかし互いに同値ではない）いくつかの定義がある。Candelas et al. (1985)では、"カラビ・ヤウ空間"と呼ばれた。最初は微分幾何学の立場から、エウジェニオ・カラビ E. Calabi (1954, 1957)で研究され、シン＝トゥン・ヤウが、これらがリッチ平坦な計量を持つであろうというカラビ予想を証明したことから、カラビ・ヤウ多様体と命名された。

## 定義

カラビ・ヤウ空間

カラビ・ヤウ多様体には、いくつかの異なる定義がある。ここでは、そのうち一般的なものをいくつか挙げ、それらの関係を述べる。
n次元のカラビ・ヤウ多様体とは、次の等価な条件のうちの一つを満たすコンパクトな n次元ケーラー多様体 M である。
- M の標準バンドルが自明。
- どこでもゼロにならない正則 n形式が M 上に存在する。
- M の構造群が U(n) から SU(n) へ退化する。
- SU(n) に含まれる大域的なホロノミー（英語版）を持つケーラー計量が M 上に存在する。

これらの条件から、M の整係数第一チャーン類 c1(M) がゼロになることが導かれるが、この逆は成立しない。その最も簡単な例は超楕円曲面（複素2次元の複素トーラスの有限商）である。超楕円曲面では、整数係数の第一チャーン類はゼロであるが、標準バンドルは自明ではない。
コンパクトな n次元ケーラー多様体 M に対して、次の条件は互いに同値になるが、上記の条件よりは弱い条件となる。しかし、この条件をカラビ・ヤウ多様体の定義として使うこともある。
- M の第一実チャーン類は、0 である。
- M は、リッチ曲率が 0 となるケーラー計量を持つ。
- M は、SU(n) に含まれる局所ホロノミー（英語版）を持つケーラー計量を持つ。
- M の標準バンドルは、ある正のべきで自明となる。
- M は、自明な標準バンドルを持つような有限被覆を持つ。
- M は、自明な標準バンドルを持つ単連結多様体とトーラスとの積となるような有限被覆を持つ。

特に、コンパクトなケーラー多様体が単連結であれば、上記の弱い定義と強い定義は一致する。エンリケス曲面は、リッチ平坦な複素多様体の例になる。エンリケス曲面の標準バンドルは自明ではないが、第二の条件に従うと、カラビ・ヤウ多様体の例となる。しかし第一の条件ではカラビ・ヤウ多様体の例にはならない。 エンリケス曲面の二重被覆は、どちらの定義も満たすカラビ・ヤウ多様体である(事実、K3曲面がその例となる)。
上記の様々な条件の同値性を証明するときに最も難しい箇所は、リッチ計量の存在を証明する部分である。このことはカラビ予想のヤウによる証明から従う。つまり、第一実チャーン類がゼロとなるコンパクトなケーラー多様体は、リッチ計量がゼロである同じ類のケーラー計量を持つことを意味する(ケーラー計量の類はケーラー計量に結び付いている2-形式のコホモロジー類である)。 カラビはそのような計量が唯一であることを示した。
カラビ・ヤウ多様体の定義には、他にも等価ではない多くのものがある。以下に、それらの間の主な差異を示す:
- 第一チャーン類が、整係数の類としてがゼロとなるのか、それとも実係数の類としてゼロになるのか。
- 大半の定義は、カラビ・ヤウ多様体がコンパクトな場合であるが、非コンパクトな場合にも通用する定義もある。非コンパクトな多様体への一般化の中では、差異となっている {\displaystyle (\Omega \wedge {\bar {\Omega }}-\omega ^{n}/n!)} が漸近的にゼロに近づく必要がある。 ここに {\displaystyle \omega } はケーラー計量 {\displaystyle g} に付随するケーラー形式である(Gang Tian;Shing-Tung Yau 1990, 1991)。
- カラビ・ヤウ多様体の基本群に対して、それが有限群あるいは自明群というような制約条件を課すこともある。任意のカラビ・ヤウ多様体は、トーラスと単連結カラビ・ヤウ多様体の積となるような有限被覆を持つ。
- 定義の中には、ホロノミーをSU(n)の部分群ではなくSU(n)そのものとするものもあり、これはホッジ数 {\displaystyle h^{i,0}} が 0 < i < dim(M) に対してゼロとなることを意味する。アーベル曲面は、ホロノミーが SU(2) よりも（ SU(2) 自体は含まない）小さいホロノミーであるリッチ計量を持つ（実際に、自明）ので、厳密に SU(2) にホロノミーが一致するという定義の下ではカラビ・ヤウ多様体にはならない。
- カラビ・ヤウ多様体の大半の定義はリーマン計量を持っていることを前提としているが、計量のない複素多様体を扱っている定義もある。
- 大半の定義は多様体が非特異であることを前提としているが、マイルドな特異点を許容することもある。特異点を持つカラビ・ヤウ多様体ではチャーン類をうまく定義できないが、特異点がすべてゴレンシュタイン（英語版）特異点であれば標準バンドルと標準類を定義することはでき、滑らかなカラビ・ヤウ多様体での定義を、特異点を持つカラビ・ヤウ多様体へと拡張することが可能である。

## 例
最も重要な基本的事実として、一般に射影空間に埋め込まれた滑らかな代数多様体はケーラー多様体であるということがある。このことを示すには、射影空間に自然に入るフビニ・スタディ計量をその代数多様体に制限すればよいからである。X をカラビ・ヤウ多様体、ωを X 上のケーラー計量とすると、定義から標準バンドル KX は自明であり、[ω0]=[ω]∈H2(X,R)となるようなリッチ平坦なケーラー計量 ω0 が一意的に定まる。これはエウゲニオ・カラビにより予想され、ヤウ(S. T. Yau)により証明された定理である（カラビ予想を参照）。
複素次元が 1 の場合、コンパクトな唯一の例はトーラスであり、これは1-パラメーター族をなす。 トーラスのリッチ計量は実際、平坦計量であるので、ホロノミーは自明な群SU(1)である。 1次元カラビ・ヤウ多様体は複素楕円曲線であり、代数多様体である。
複素次元が 2 の場合は、K3曲面が唯一のコンパクトで単連結なカラビ・ヤウ多様体である。非単連結な例は、アーベル多様体により与えられる。エンリケス曲面と超楕円曲面は、第一チャーン類が実係数コホモロジー群の元としてはゼロになるが、整係数コホモロジー群の元としてはゼロにならず、リッチ計量の存在についてのヤウの定理を適用することはできるものの、カラビ・ヤウ多様体とは見なされないことが多い。アーベル曲面はカラビ・ヤウ多様体には分類しないことも多い。その理由は、ホロノミーが自明であり、SU(2)自体に同型となるのではなく、SU(2)の固有部分群となるからである。 
複素次元が 3 の場合は、カラビ・ヤウ多様体の分類問題は未解決だが、有限個の族が存在するとヤウにより予想されている。ただし、その数は20年前に彼が見積もった数より遥かに大きくなる。さらには、マイルス・リード(Miles Reid)は、3次元カラビ・ヤウ多様体の位相的な種類が無限個あることを予想し、それらすべてを（たとえば、コニフォールド(conifold)のような）マイルドな特異性を通して、リーマン面で可能なように、連続的に変換することが可能なことも予想している 3次元カラビ・ヤウ多様体の一つの例として、CP4の中の非特異なクインティックスリーフォールドは、CP4 の同次座標での同次 5次多項式のゼロ点からなる代数多様体がある。もう一つの例は、バース・ニエトの5次多様体(Barth–Nieto quintic)のスムースなモデルである。クインティックスリーフォールドの Z5 作用による離散的な商もカラビ・ヤウ多様体となり、多くの文献で注目を集めている。これらうちの一つが、ミラー対称性 (弦理論)により、元々のクインティックスリーフォールドと関連付けられている。
すべての正の整数 n に対して、複素射影空間 CPn+1 の同次座標における同次 n+2 多項式の非特異なゼロ点集合は、コンパクトなカラビ-ヤウ多様体となる。その n = 1 の場合が楕円曲線、n = 2 の場合がK3曲面である。
すべての超ケーラー多様体は、カラビ・ヤウ多様体である。

## 超弦理論への応用
カラビ・ヤウ多様体は超弦理論で重要となる。ほとんどの伝統的な超弦モデルで、弦理論で予想される次元 10 は、認識可能な4次元が6次元のファイブレーションの一種を持つと提起されている。カラビ・ヤウ n 次元多様体でのコンパクト化は、元の超対称性のいくつかを保存するので、重要である。詳しくいうと、ラモン・ラモン場（フラックス）のないところでは、カラビ・ヤウ3次元多様体（実次元は 6）は、ホロノミーが完全に SU(3) に一致している場合は、コンパクト化する前の超対称性の1/4を保存する。
さらに一般的には、ホロノミーSU(n) をもつ n-多様体でのフラックスのないコンパクト化では、もとの超対称性の 21−n を破ることはなく、これがタイプ II のコンパクト化の場合にはスーパーチャージの 26−n に対応し、タイプIのコンパクト化の場合にはスーパーチャージの 25−n に対応する。フラックスを持っている場合は、超対称性条件はコンパクト化する多様体が一般化されたカラビ・ヤウ多様体となる。この考え方はHitchin (2003) で導入され、これらのモデルはフラックスコンパクト化として知られている。
本質的には、カラビ・ヤウ多様体が弦理論の「見えない」6次元（空間次元）の空間を形成する。現在観測可能である長さよりも小さいために、それらを検知することが出来ない。大きな余剰次元として良く知られているモデルは、ブレーンワールドモデルで、カラビ・ヤウ多様体は大きいが、Dブレーンを横切り交叉する部分の上に、私たちが閉じ込められていることを意味している。
F-理論の様々なカラビ・ヤウ4次元多様体でのコンパクト化は、いわゆる弦理論ランドスケープの中で、様々な古典解を見つけ出す方法を物理学者に提供する。
低エネルギーの弦の振動パターンは、カラビ・ヤウ空間の各々の穴に関係している。弦理論では我々の慣れ親しんでいる基本粒子が低エネルギーの弦の振動に対応しているので、多重化した穴の存在は、弦のパターンを多重なグループや世代に振り分けることになる。次のステートメントは単純化されているが、理論のロジックを含んでいる：
「カラビ・ヤウ空間が 3つの穴を持っていると、3つの振動パターンの世代ができ、粒子の 3世代は実験的に観察されるであろう。」
論理的には、弦の振動はすべての次元を通して巻き付く数を変化させるので、それらの振動数や、従って観察される基本粒子の性質に影響を与えるであろう。例えば、アンドリュー・ストロミンジャーとエドワード・ウィッテンは、粒子の質量がカラビ・ヤウ空間の中の様々な穴の交叉のしかたに依存していることを示した。言い換えると、穴のたがいの相対位置とカラビ・ヤウ空間の物質との相対的位置は、ストロミンジャーとウィッテンによって発見され、ある方法によって粒子の質量に影響する。もちろん、これはすべての粒子について正しい。